# 炭水化物代謝

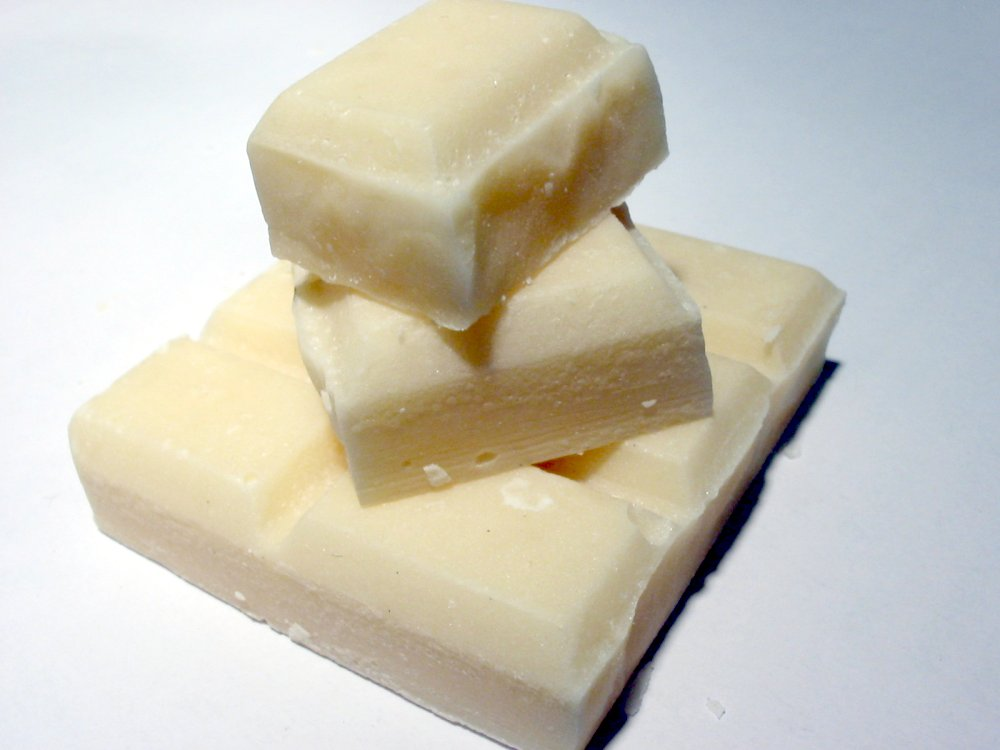
グルコースのブロック。グルコースはほとんどの生物の代謝経路に存在する基本的な代謝物質である。

炭水化物代謝（たんすいかぶつたいしゃ、英：Carbohydrate metabolism）とは、生体内における炭水化物の代謝的な形成（同化という）、分解（異化という）、および相互転換に関与する生化学的プロセス全体のことである。糖代謝または糖質代謝とも呼ばれる。
炭水化物（糖質、糖類とも呼ぶ）は多くの重要な代謝経路の中心を担っている。植物は、光合成によって二酸化炭素と水から炭水化物を合成し、太陽光から吸収したエネルギーを体内に蓄えることができる。動物や菌類が植物を食べると、細胞呼吸によってこの蓄えられた炭水化物を分解し、細胞がエネルギーを利用できるようになる。動物や植物も、放出されたエネルギーをアデノシン三リン酸（ATP）などの高エネルギー分子の形で一時的に貯蔵し、さまざまな細胞プロセスで利用する。
ヒトはさまざまなな炭水化物を摂取することができ、消化によって複雑な炭水化物が単純なモノマー（単糖）であるグルコース、フルクトース、マンノース、ガラクトースに分解する。単糖は腸で吸収された後、門脈を通って肝臓に運ばれ、そこでグルコースを除くすべての単糖（フルクトース、ガラクトース）もグルコースに変換される。グルコース（血糖とも呼ぶ）は組織内の細胞に分配され、そこで細胞呼吸によって分解されるか、グリコーゲンとして貯蔵される。細胞呼吸（好気呼吸）では、グルコースと酸素が代謝されてエネルギーを放出し、二酸化炭素と水が最終生成物となる。

## 代謝経路

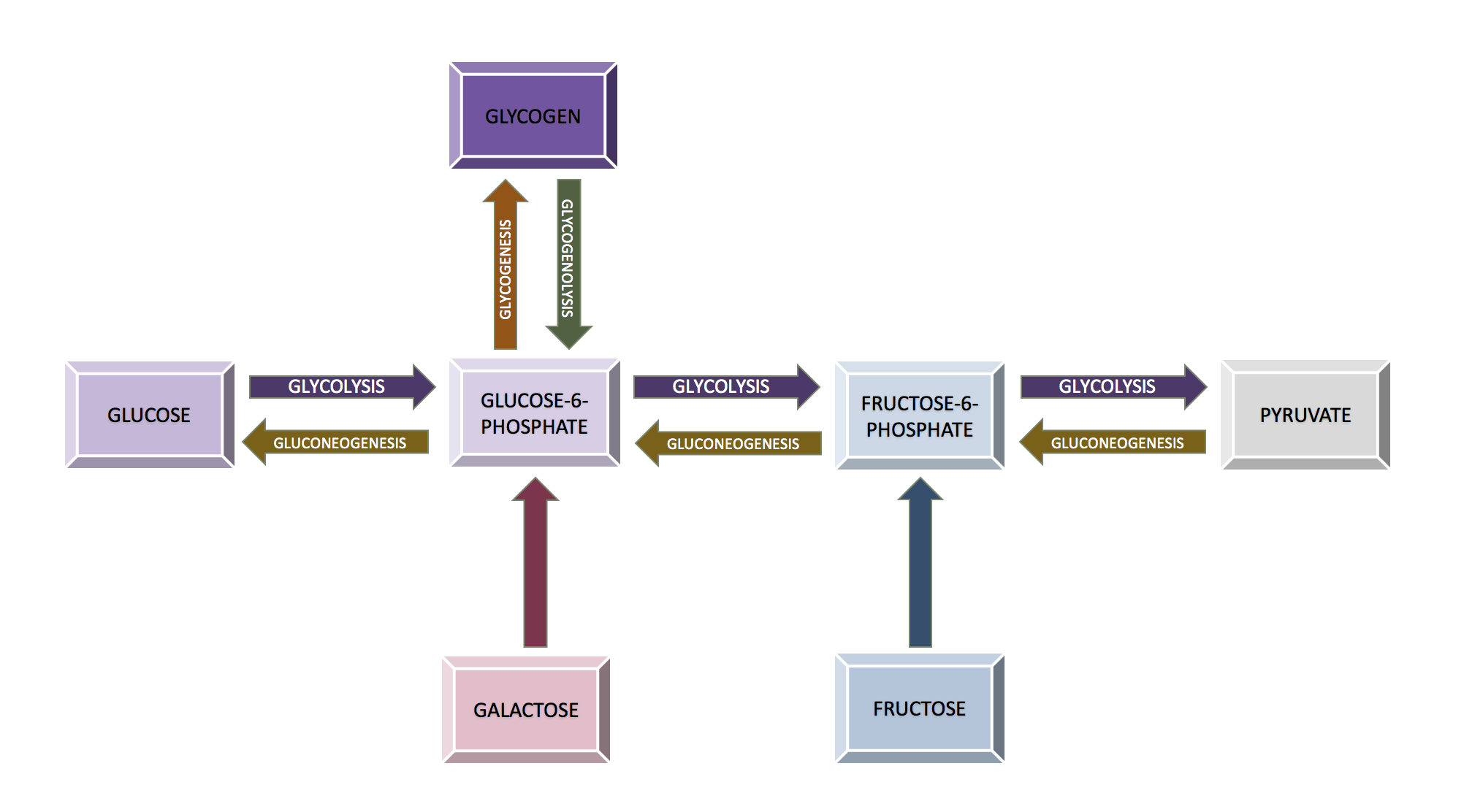
解糖(glycolysis)、糖新生(gluconeogenesis)、グリコーゲン合成(glycogenesis)、グリコーゲン分解(glycogenolysis)、フルクトース代謝(fructose metabolism)、ガラクトース代謝(galactose metabolism)など炭水化物代謝を構成する各プロセスの関係を概観する。

### 解糖
解糖（かいとう、glycolysis）は、グルコース分子を2つのピルビン酸分子に分解するプロセスであり、そのプロセスで放出されたエネルギーをATPやNADHとして蓄積する。グルコースを分解するほぼすべての生物は解糖を利用している。これらの経路が生物間で異なる主な区分として、グルコースの調節と生成物の利用があげられる。組織や生物によっては、解糖がエネルギー産生の唯一の手段である。この経路は嫌気呼吸と好気呼吸の両方に共通する。
解糖は、全10段階から構成され、2つのフェーズ（相）に大分される。最初の相では、2つのATP分子の分解を必要とする。第2相では、中間体からの化学エネルギーがATPとNADHに変換される。1分子のグルコースが分解すると、2分子のピルビン酸が生成され、ピルビン酸がさらに酸化されて、後のプロセスでより多くのエネルギーを利用できるようになる。
解糖は、フィードバック制御を通じて、プロセスのさまざまな段階で調節することができる。最も重要な調節点は第3段階である。この調節は、体内でピルビン酸分子が過剰に産生されないようにするために行われる。また、この調節により、グルコース分子を脂肪酸に貯蔵することもできる。解糖全体ではさまざまな酵素が用いられる。その酵素が、解糖プロセスをアップレギュレート、ダウンレギュレート、そしてフィードバック制御を行う。

### 糖新生
糖新生（とうしんせい、gluconeogenesis、グルコース新生とも呼ぶ）は、特定の炭水化物以外の炭素基質からグルコースを生成する代謝経路である。それは、植物、動物、菌類、細菌、その他の微生物の中に存在し、どこにでもあるプロセスである。脊椎動物では、糖新生は主に肝臓で行われ、低い程度で腎臓の皮質でも行われる。これは、グリコーゲンの分解（後述）と並ぶ2つの主要な機構のうちの1つであり、ヒトや他の多くの動物が血糖値を維持して、低血糖を避けるために用いている。反芻動物では、食餌の炭水化物はルーメン微生物によって代謝される傾向があるため、断食、低炭水化物食、運動などに関係なく糖新生が行われる。他の多くの動物では、このプロセスが、断食、飢餓、低炭水化物食、または激しい運動の期間中に行われる。
ヒトの場合、糖新生の基質は、ピルビン酸または解糖の中間体に変換できる炭水化物以外の分子から得られる（図を参照）。これらの基質として、タンパク質の分解からは糖原性アミノ酸が（ケト原性アミノ酸は含まない）、脂質（トリグリセリドなど）の分解からはグリセロールや奇数鎖脂肪酸が（偶数鎖脂肪酸は含まない。後述）、その他の代謝からはコリ回路からの乳酸があげられる。長期間の絶食状態では、ケトン体に由来するアセトンも基質となり、脂肪酸からグルコースへの経路を提供することができる。ほとんどの糖新生は肝臓で行われる、糖尿病や長期の絶食では腎臓による糖新生の相対的寄与が高くなる。糖新生経路は、ATPまたはGTPの加水分解と共役するまでは、高度な吸エルゴン反応（吸エネルギー性）であり、事実上このプロセスを発エルゴン反応（発エネルギー性）にさせる。たとえば、ピルビン酸からグルコース-6-リン酸に至る経路が自発的に進行するためには、4分子のATPと2分子のGTPが必要である。これらのATPはβ酸化による脂肪酸代謝から供給される。

### グリコーゲン分解
グリコーゲン分解（glycogenolysis）とは、グリコーゲンを分解するプロセスを指す。肝臓や筋肉、腎臓では、必要なときにグルコースを供給するために、このプロセスが行われる。グリコーゲンの枝から1分子のグルコースが切断され、このプロセスでグルコース-1-リン酸に変換される。この分子は次に、解糖経路の中間体であるグルコース-6-リン酸に転換される。
その後、グルコース-6-リン酸は、解糖を進むことができる。解糖は、グルコースがグリコーゲンに由来する場合、1分子のATPのみを必要とする。あるいは、グルコース-6-リン酸は肝臓や腎臓で再びグルコースに変換され、必要に応じて血糖値を上げることができる。
低血糖と呼ばれる血糖値の低下時には、グルカゴンが肝臓に働きかけてグリコーゲン分解を促進する。肝臓が貯蔵したグリコーゲンは、食事の間のグルコースの予備供給源として機能する。肝グリコーゲンは主に中枢神経系から作用を受ける。アドレナリンは、運動中に骨格筋のグリコーゲン分解を促進する。筋肉内では、運動のための迅速に利用できるエネルギー源としてグリコーゲンが確保される。

### グリコーゲン合成
グリコーゲン合成（glycogenesis）とは、グリコーゲンを合成するプロセスを指す。ヒトの場合、このプロセスによってグルコースはグリコーゲンに変換される。グリコーゲンは、コアタンパク質であるグリコゲニンを中心に、グルコース単位の枝分かれが互いにつながった高度な分岐構造を持っている。グリコーゲンが枝分かれすることで、その溶解性が高まり、より多くのグルコース分子が同時に分解できるようになる。グリコーゲン合成は、主に肝臓、骨格筋、腎臓で行われる。グリコーゲン合成経路では、1分子のグルコースが導入されるごとにATPとUTPがそれぞれ1分子消費されるためほとんどの合成経路と同様にエネルギーを消費する。

### ペントースリン酸経路
ペントースリン酸経路は、グルコースを酸化する別の方法である。この経路は、肝臓、脂肪組織、副腎皮質、精巣、乳腺、食細胞、および赤血球で見られ、NADPをNADPHに還元しながら、他の細胞プロセスで使用されるさまざまな生成物を産生する。この経路は、グルコース-6-リン酸デヒドロゲナーゼの活性の変化によって制御される。

### フルクトース代謝
フルクトースは、解糖経路に入るために特定の追加段階を経なければならない。ある種類の組織に存在する酵素は、フルクトースにリン酸基を付加することができる。このリン酸化によって解糖経路の中間体であるフルクトース-6-リン酸が作られ、それらの組織で直接分解することが可能となる。この経路は、筋肉、脂肪組織、腎臓で見られる。肝臓では、酵素によりフルクトース-1-リン酸が生成され、解糖経路に入り、後にグリセルアルデヒドとジヒドロキシアセトンリン酸に切断される。

### ガラクトース代謝
ラクトース（乳糖とも呼ぶ）は、1分子のグルコースと1分子のガラクトースから構成される。ガラクトースはグルコースと分離した後、肝臓に運ばれてグルコースに変換される。ガラクトキナーゼは、1分子のATPを用いてガラクトースをリン酸化する。次に、リン酸化されたガラクトースはグルコース-1-リン酸に変換され、最終的にはグルコース-6-リン酸となり、解糖系で分解されるようになる。

## エネルギー生成
炭水化物代謝の多くの段階によって細胞はエネルギーを得て、より一時的にATPに蓄えることができる。補因子であるNAD+とFADは、このプロセス中に還元されてNADHとFADH2となり、他のプロセスでATPを産生する原動力となる。1分子のNADHは1.5-2.5分子のATPを生成でき、1分子のFADH2は1.5分子のATPを生成することができる。
一般的に、好気呼吸（つまり、解糖系とクエン酸回路の両方を含む）により1分子のグルコースを完全に分解すると、通常は約30-32分子のATPが生成する。1グラムの炭水化物を酸化すると、約4 kcalのエネルギーが得られる。
| 経路            | ATP 消費 | ATP 生成 | 正味の ATP | NADH 生成 | FADH2 生成 | ATP 最終収量 |
| --------------- | -------- | -------- | ---------- | --------- | ---------- | ------------ |
| 解糖系 (好気性) | 2        | 4        | 2          | 2         | 0          | 5-7          |
| クエン酸回路    | 0        | 2        | 2          | 8         | 2          | 17-25        |

## 血糖調節
血糖調節（glucoregulation、糖質調節、糖調節とも呼ぶ）とは、体内のグルコース濃度を一定に保つことである。
膵臓から分泌されるホルモンは、グルコースの代謝全般を調節する。インスリンとグルカゴンは、血液中のグルコース濃度を一定に保つことに関与する主要なホルモンであり、それぞれの分泌量は、現在利用可能な栄養素の量によって制御される。血液中に分泌されるインスリンの量とそのインスリンに対する細胞の感受性の双方が、細胞が分解するグルコースの量を決定する。グルカゴン濃度の上昇は、グリコーゲン分解を触媒する酵素を活性化し、グリコーゲン合成を触媒する酵素を阻害する。逆に、血中のインスリン濃度が高いと、グリコーゲン合成が促進され、グリコーゲン分解が抑制される。
循環グルコースの濃度（非公式には血糖値として知られる）、および十二指腸での栄養素の検出が、グルカゴンまたはインスリンの分泌量を決定する最も重要な要因である。血糖値が低いとグルカゴンの分泌が促進され、血糖値が高いと細胞を刺激してインスリンを分泌させる。循環グルコース濃度は、食事からの糖質摂取量によって大きく影響を受けるため、食事はインスリンを介して代謝の主要な側面を制御している。ヒトの場合、インスリンは膵臓のβ細胞によって作られ、脂肪は脂肪組織細胞に蓄えられ、グリコーゲンは肝細胞によって必要に応じて貯蔵または放出される。インスリンの濃度とは関係なく、筋肉細胞の内部に貯蔵されたグリコーゲンから血液中にグルコースが放出されることはない。

## 貯蔵庫としての炭水化物
炭水化物は通常、支持構造材（例：キチン、セルロース）あるいはエネルギー備蓄（例：グリコーゲン、デンプン）のために、グルコース分子がグリコシド結合で結合した長いポリマー（多糖）として貯蔵される。しかし、ほとんどの炭水化物は水との親和性が強く、溶媒和した水-糖質複合体の大きな分子量のために、大量の炭水化物を貯蔵することは非効率的となる。ほとんどの生物では、過剰な炭水化物は定期的に異化され、脂肪酸合成経路の原料であるアセチルCoAを形成する。作られた脂肪酸、トリグリセリド、およびその他の脂質は、一般的に長期エネルギー貯蔵に使用される。脂質は疎水性であるため、親水性の炭水化物よりもはるかに密なエネルギー貯蔵が可能になる。前述のように、糖新生は、脂質を含むさまざまな供給源からグルコースを合成することができる。
一部の動物（シロアリなど）や微生物（原生生物や細菌など）では、セルロースを消化中に分解し、グルコースとして吸収することができる。

## ヒト疾患
- 糖尿病
- 乳糖不耐症
- 果糖吸収不全症（英語版）
- ガラクトース血症
- 糖原病

## 関連人物
- 松本亮 (薬学者)